# Ferrocarril portuario de Adra
El ferrocarril portuario de Adra (coloquialmente el Campanillo) fue un ferrocarril de vía métrica de casi 2 km de longitud, desde la cantera de El Campillo hasta el puerto de Adra en la provincia de Almería, en España.

## Historia
Cuando se construyó el puerto de Adra en 1911, se instaló un tren ligero para transportar la piedra necesaria para la construcción de los muros del muelle y los muelles del puerto desde la cercana cantera de El Campillo.
El proyecto de construcción fue aprobado el 10 de abril de 1911 con un presupuesto de 3,3 millones de pesetas para construir un muelle occidental de 820 metros de largo y un muelle oriental de 325 metros de largo. Las obras se iniciaron el 7 de noviembre de 1911, apenas ocho meses después de que se aprobara el proyecto y cuatro años después del inicio del proceso, gracias al político granadino Natalio Rivas Santiago, natural de la vecina localidad de Albuñol. Las obras de construcción se prolongaron durante más de 60 años debido a numerosos desafíos constructivos e históricos.
En 1916, en la cantera y en el lugar trabajaban unos 150 trabajadores y se extrajeron 50.000 m³ de roca dura en forma de conglomerados. Las locomotoras de vapor estuvieron en uso en la ruta desde la cantera hasta los muelles hasta mediados de la década de 1950, cuando se completaron los trabajos en los muelles.

## Material rodante
Inicialmente, en el ferrocarril industrial se utilizaron de una a dos locomotoras de vapor de ancho de vía métrico de Orenstein & Koppel y diez vagonetas de la misma empresa. La primera de estas locomotoras, con el número de identificación 4987, fue entregada a “Diss & Co, Puerto de Adre, España” en mayo de 1912 y la segunda, con el número de identificación 6892, a “Puerto de Adre, España” en junio de 1920. Se trataba de dos máquinas de tres ejes acoplados del tipo C n2t con una potencia de 60 CV cada una. Hubo una tercera locomotora que fue fabricada por Couillet. Tenía 30 cv y un peso operativo de 7 toneladas.

## Ruta

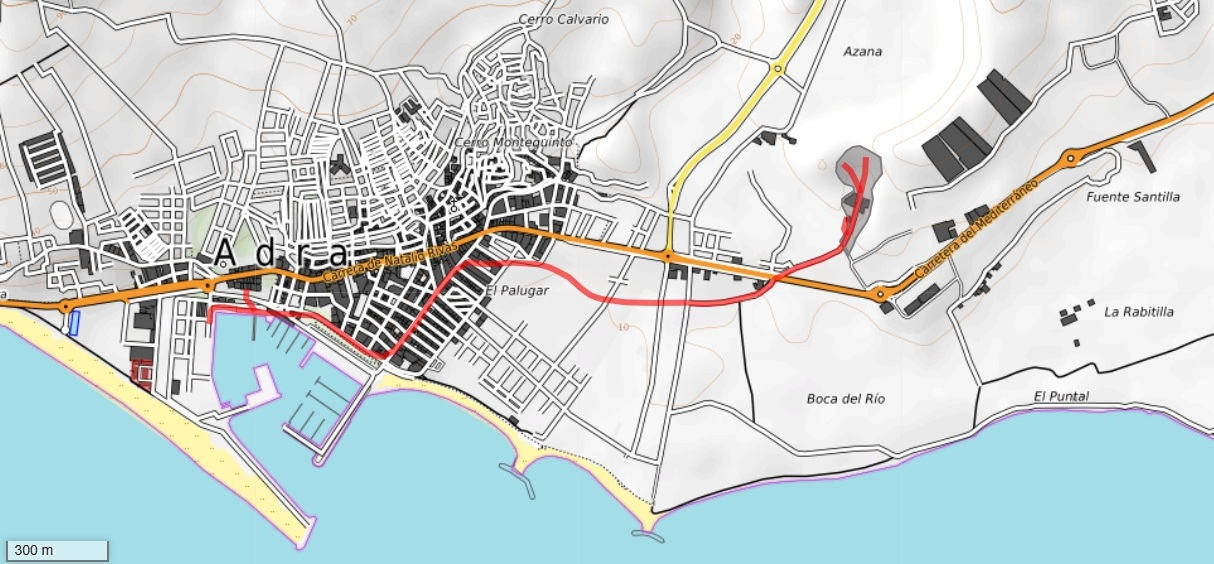

La ruta, de vía única y no electrificada, de aproximadamente 2 km de longitud, conectaba el puerto con la cantera preexistente en El Campillo. La pista abandonaba los límites del puerto en dirección noreste por la carretera de acceso para luego, siguiendo las curvas de nivel, desviarse por el Camino Cantera y cruzar la carretera de Almería. Cerca de la cantera se pasaba por una báscula puente, dejando a la izquierda el cobertizo de piedra de locomotoras de doble vía y a la derecha un foso de mantenimiento.
En la cantera aún se conservan el cobertizo de locomotoras, una cochera y una cisterna del ferrocarril industrial, que ahora es utilizada por un concesionario de automóviles y repuestos como estacionamiento y depósito de chatarra y está rodeada de grandes invernaderos.

## Personal
El contratista de la instalación portuaria, el local Francisco Antonio Soler Martínez († 1926), que sustituyó tras su muerte al empresario Pelayo Montoya, adquirió la segunda de las locomotoras a vapor en junio de 1920. Tras su muerte, sus hijos fundaron la empresa Herederos de Francisco Antonio Soler.
En 1931 el Estado asumió la propiedad de las instalaciones necesarias para el funcionamiento continuo del puerto. El ingeniero Eusebio Elorrieta adquirió una locomotora O&K a la empresa contratista Herederos de Francisco Antonio Soler. Del contenido del contrato se desprende que Doña Rosa Soler, una de las representantes del citado contrato, vendió la locomotora que tenía en su poder por el precio de 12.000 pesetas y se comprometió a entregarla en el plazo máximo de ocho días en el lugar de Almería designado por el ingeniero director del puerto para entregar.
En este momento, el personal responsable de la locomotora y su mantenimiento recibía la siguiente remuneración:
- Maquinista: 11 pesetas
- Fogonero: 9,5 pesetas
- Guardaagujas: 8 pesetas
- Auxiliar: 8 pesetas.

En 1934, el ingeniero y director del departamento de obras del Puerto de Almería, Eusebio Elorrieta, encargó al fotógrafo almeriense Domingo Fernández Mateos un reportaje sobre las distintas obras realizadas en el puerto de Adra en aquella época, así como las locomotoras presentes y máquinas.
A mediados de los años 40, el nuevo director de planta, Vicente Vicioso Vidal, consideró imprescindible reparar los equipos para poder continuar con los trabajos en el muelle de Poniente. Esto incluía la línea de ferrocarril que conectaba la cantera con el puerto, las locomotoras y los vagones.
El ingeniero se planteó continuar la explotación de la cantera y reparar las vías del tren ligero, que necesitaban reparaciones tras varios años de inactividad. El ingeniero Vidal enumeró las locomotoras y equipos con los que cuenta la administración para continuar los trabajos, aunque requirieron reparaciones y revisiones adecuadas:
- El cobertizo de locomotoras y un pequeño almacén en la cantera.
- 25 camiones plataforma con una capacidad de carga de 10.000 kg cada uno
- 15 camiones volquete con una carga útil de 5.000 kg cada uno
- Dos locomotoras de vapor acopladas[4]
- Una locomotora de vapor Couillet
- Una grúa de vapor Peter de 10 t
- Una grúa a vapor Euskalduna de 10t
- Una grúa de titanio con 10 t y 15 m de alcance
- Una grúa de vapor acoplada de 5 t
- Un vagón de orugas para vagones de hasta 25 t
- Un compresor estacionario de 50 CV